# Mieczysława Przybylska-Łuczyńska

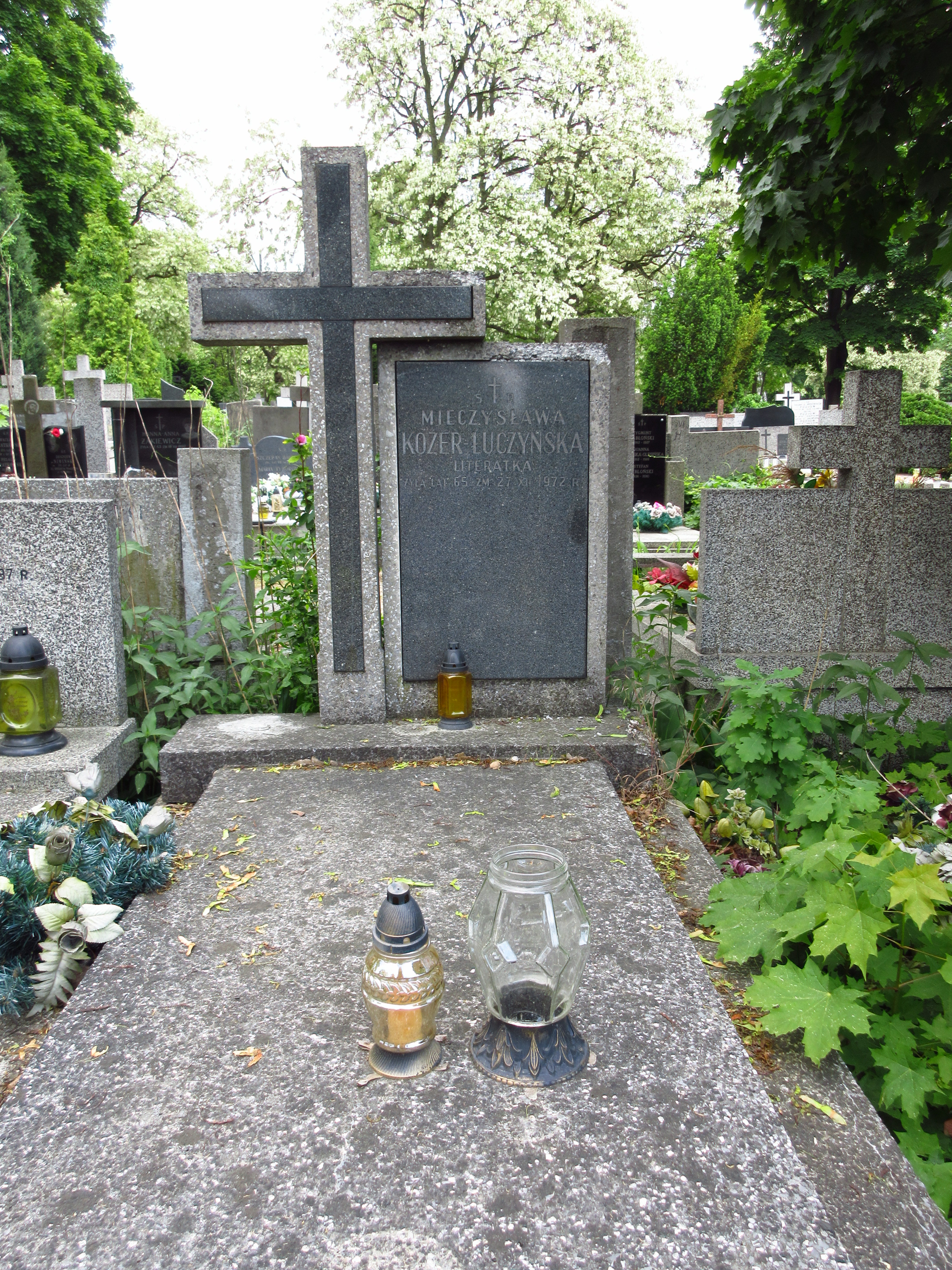
Grabmal auf dem Bródno-Friedhof in Warschau

Mieczysława Przybylska-Łuczyńska (eigentlich: Mieczysława Kozer-Łuczyńska, * 1907 in Puszcza Mariańska, Weichselland; † 1972 in Warschau, Volksrepublik Polen) war eine polnische Schriftstellerin der Zwischenkriegszeit.
Rodziewiczówna stammte aus der wohlhabenden Familie der Przybylskis. Ihre Kindheit verbrachte sie in Mszczonów in Masowien. Ihre ersten Romane und Gedichte erschienen, als sie noch als Postbeamtin arbeitete. Mit ihrem literarischen Erfolg zog sie nach Warschau und heiratete dort, was ihr den Zugang zu einflussreichen Persönlichkeiten und Gönnern in der polnischen Politik, der Wirtschaft und im Militär ermöglichte. Sie stieg zu einer der beliebtesten Autorinnen in der Zweiten Polnischen Republik auf. Im Nachkriegspolen geriet sie dagegen in Vergessenheit und starb abseits der Öffentlichkeit 1972 in Warschau. Insgesamt veröffentlichte sie 36 Werke, alle bis 1939.